# Villaseca de Laciana
Villaseca de Laciana (Viḷḷaseca de Ḷḷaciana en patsuezu) es una localidad y pedanía perteneciente al municipio de Villablino, situado en la comarca de Laciana.
Está situado en la CL-623 entre Villablino y Cabrillanes.

## Demografía

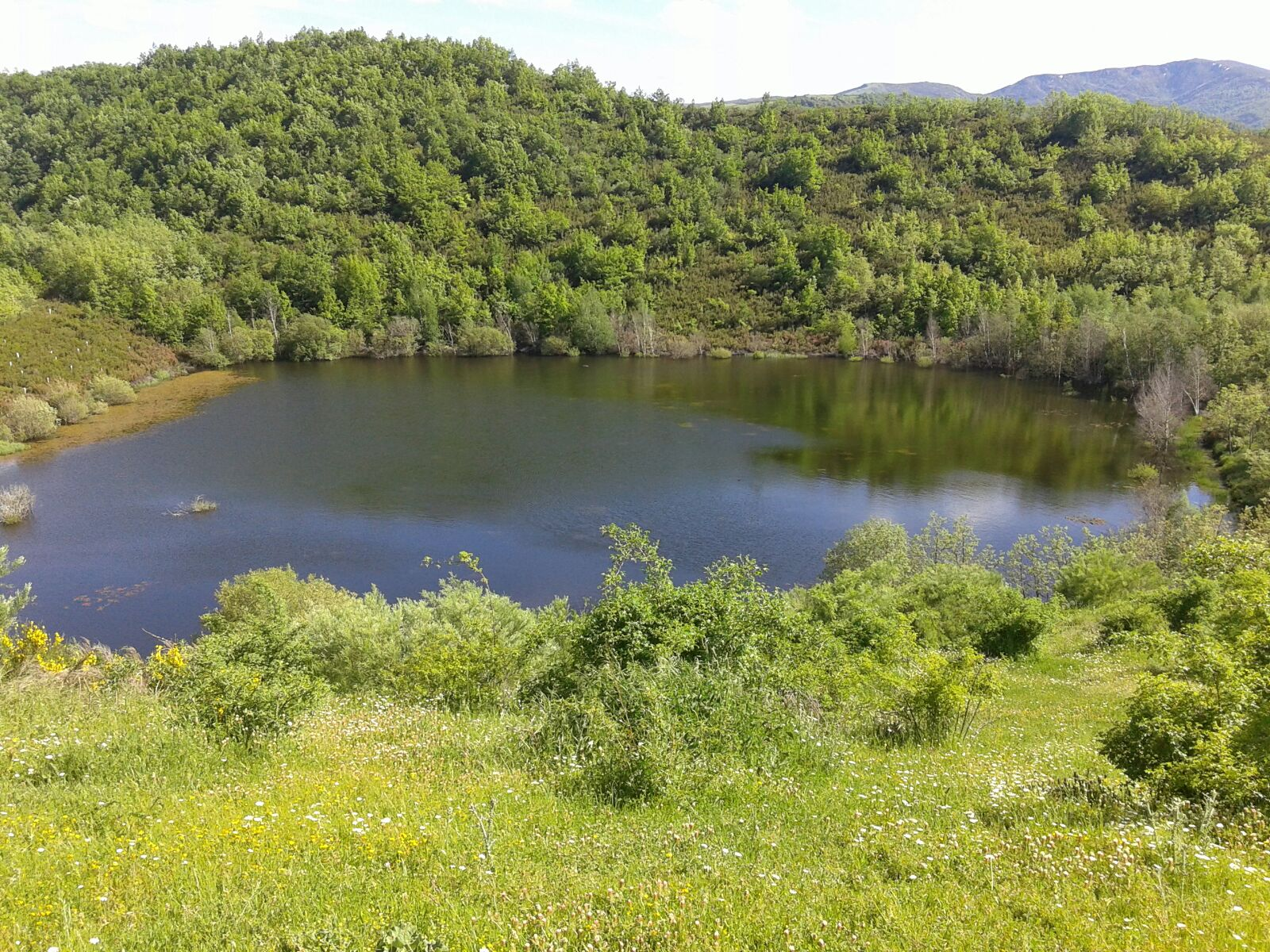
Laguna de Villaseca de Laciana

Tiene una población de 1058 habitantes, con 523 hombres y 535 mujeres.